# Antoon Mortier

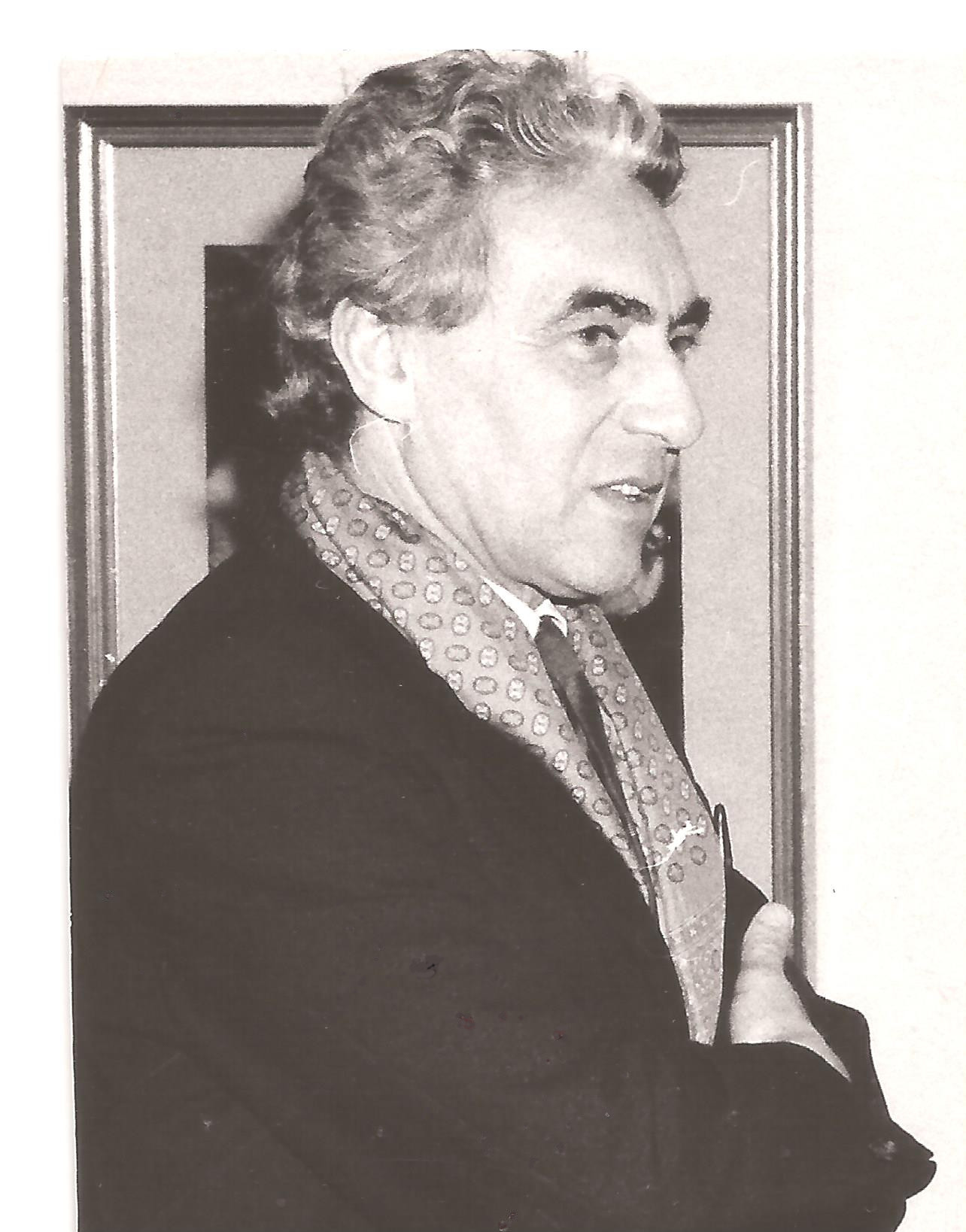
Antoon Mortier in 1971

Antoon Gustaaf Gabriella Mortier (Gent, 26 april 1919 – Villeneuve-lès-Avignon, 1 februari 2016) was een Belgisch kunstschilder, tekenaar en illustrator.

## Biografie
Antoon Mortier werd geboren in Gent. Zijn vader Alphonsus was boekhouder en zijn moeder Anna Langeraert muzieklerares.
Voor de Tweede Wereldoorlog werkte hij als hulpapotheker bij apotheek Palfijn te Gent
Op 3 januari 1938 werd hij opgeroepen voor 17 maanden legerdienst en werd soldaat in het Belgisch leger. In mei 1940 capituleerde België en werd Antoon Mortier gevangengenomen. Hij werd getransporteerd naar het kamp Stalag 17 B (Krems an der Donau) als krijgsgevangene n° 19698. In 1941 werd hij met vele andere Vlaamse krijgsgevangenen vrijgelaten.
Terug in Gent volgde hij schilder- en lithografielessen aan de Academie voor Schone Kunsten in Gent bij professor Jos Verdeghem
Tijdens de Duitse bezetting op een 'Vlaamse avond' in het lokaal Uilenspiegel te Gent droeg hij verzen voor uit een reeks gedichten van Reinier Ysabie. Daar ontmoette hij diens dochter Regina Ysebie, met wie hij op 26 oktober 1943 trouwde. Regina's moeder was Rachel Van Overbeke, een Vlaamse schrijfster die publiceerde onder de naam Sacha Ivanov. Na het overlijden van Van Overbeke zetten Reinier en Regina Ysebie alsook Antoon Mortier de publicaties van Sacha Ivanov verder. Mortier creëerde het jeugdblad Ons Rakkersblad, dat hij in 1944 verkocht. Hij was lid van Vlaamsche Jeugd, Algemeene SS-Vlaanderen en DeVlag. Na de bevrijding werd hij door de krijgsraad wegens collaboratie veroordeeld tot één jaar gevangenisstraf. In 1947 lanceerde hij het jeugdblad Ivanov's Rakkersvriend, een combinatie van verhalen van Ivanov met striptekeningen. Daarbij werd zijn leermeester, kunstschilder Jos Verdegem, gevraagd als illustrator. Zelf was hij ook onder het pseudoniem Amor actief als striptekenaar.

### Brussel (1952-1967)
Toen het echtpaar naar Brussel verhuisde, volgde hij schilderscursussen aan Sint Lucas Academie te Schaarbeek.
In 1957 bouwde hij eigenhandig een zeefdruktoestel. Hij ontwierp zijn sjablonen op zijde en maakte kunstdrukken zoals onder andere 'Mascarade album bestaande uit 21 getekende en  genummerde platen.
In 1960 was Antoon Mortier medestichter met onder anderen Jules Emile Roland van de vzw Onze Kunst / L'Art chez nous, het huidige Cultureel Centrum van Neder-Over-Heembeek.
In 1962 bevond zijn atelier zich op het Vrijheidsplein boven de schilderschool van Ida van Langenhove. Regelmatig waren in zijn atelier literaire avonden. Antoon Mortier declameerde er gedichten zoals Rembrant's liefde van Reinier Ysabie en ook gedichten van Alice Nahon. Franstalige avonden vonden plaats onder Les Permanences Poétiques (Pépo) met onder meer Anita Nardon, Remo Pozzetti en Madeleine Duguet. Hij was persoonlijk bevriend met Akarova die van hem een buste beeldhouwde. Regelmatig stelden zij samen tentoon.

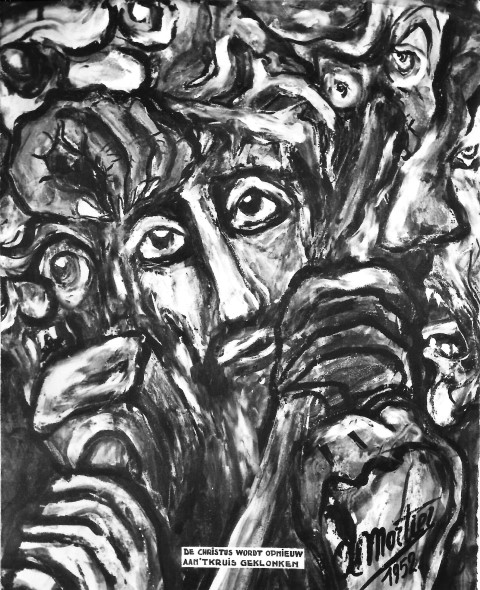
Kristus wordt opnieuw aan het kruis geklonken 1952

Werken uit die periode waren onder andere 'Kristus wordt opnieuw aan het kruis geklonken' (1952), 'Edith Piaf' (1961) en 'De Gevangene' (1962).

### Antwerpen (1967-1981)
Wegens onteigening van het pand in Brussel verhuisde het gezin naar Antwerpen en vestigde  zich in de Molenstraat 35, herdoopt tot "Huize 1900". Op het gelijkvloers kwam een private galerij en zijn serigrafisch atelier. Het Mascarade-album werd daar gedrukt.De grote zolder werd verbouwd tot schildersatelier. Hier ontstonden werken zoals "Dorus " portret van Tom Manders, 'De Robot' (1974) en 'Fiat Lux' (1976).
Een thema dat Antoon Mortier graag uitbeeldde was dat van het masker.

### Port Camargue (1981-2006)
Het echtpaar vestigde zich in 1981 in Port Camargue, Frankrijk. Antoon Mortier vond een nieuwe inspiratiebron in het vissersdorp Le Grau du Roi en het zachte licht van de Camargue.
In 1986 overleed zijn echtgenote Regina.

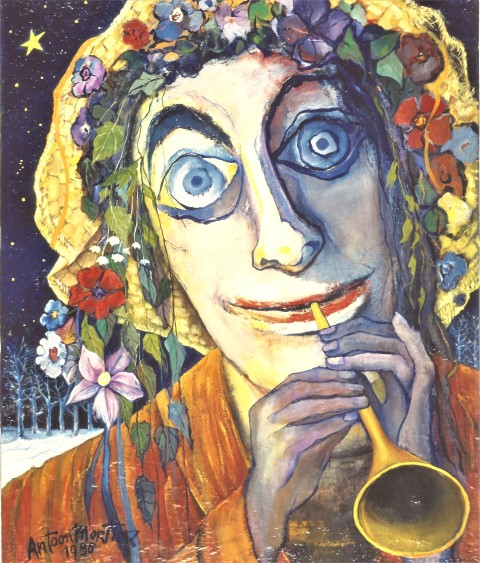
De Troubadour 1998

Werken uit die periode zijn onder andere 'Le pêcheur du Grau du roi' (1978), 'De laatste bloem voor Régina' (1987), 'Le troubadour' (1998) en 'La fille des banlieus' (2001).

### Villeneuve-lès-Avignon (2006-2016)
In 1987 leerde hij mevrouw Monique Jory kennen. In 2006 werd zijn laatste atelier 'Le carré d'art' ondergebracht in de tuin van haar villa 'St. Thérèse' in Villeneuve-lès-Avignon. In 2011 huwde hij Monique Jory. Hij bleef schilderen tot een paar maanden voor zijn overlijden in 2016, op 96-jarige leeftijd.

## Exposities (selectie)
België
- 1953 Evere: gemeentehuis 24 - 28 december
- 1955 Brussel: galerij ' l'Etape' 29 januari - 8 februari
- 1956 Brussel: H.Conscience huis 8 januari
- 1957 Schaarbeek: galerij 'Fontaine' 14 – 16 december
- 1958 Brussel: L'Art chez nous 6 - 21 september
- 1959 Brussel: galerij 'Renoir' 14 – 27 februari
- 1961 Neder-Over-Heembeek: St. Niklaaskerk C.C. 9 – 24 september
- 1962 Gent: galerij ' De Warande' 11 maart- 4 april
- 1962 Brussel: galerij ' Schleiper' 25 mei – 9 juni
- 1962 Aalst: zaal Belfort 13 – 22 oktober
- 1963 Neder-Over-Heembeek: 'Antoon Mortier artiest van onze tijd' 11 – 23 mei
- 1963 Aarschot: zaal C.A.O 14 – 21 juli
- 1963 Groot-Bijgaarden: zaal C.A.M. 1 – 3 november
- 1963 Brussel: Maison des Brasseurs 20 – 31 december
- 1964 Brussel: "Arts Christiana' 10 – 21 mei
- 1964 Brussel: Vlaamse Club 5 – 25 juni
- 1964 Tielt: Europese feesten 9 – 20 juli
- 1965 Brussel: provinciaal gouvernement 27 februari – 8 maart
- 1965 Oudenaarde: Liedskasteel 3 – 18 juli
- 1965 Vlassenbroek: galerij Geertrui 5 – 30 september
- 1966 Brussel: Centre Culturel expositie 'Regard' 10 – 22 september
- 1967 Brussel: galerij La Mansarde ( Pépo ) 3 – 7 februari
- 1968 Merelbeke: 'het portret en nu' 28 juni – 15 juli
- 1968 Montigny le Tilleul: PéPo 31 augustus – 14 september
- 1969 Enghien: 'séminaires des arts' 12 – 27 april
- 1969 Brussel: galerij 'La fleur en papier d'or' 24 oktober – 12 november
- 1969 Neder-Over-Heembeek: 'Antoon Mortier Mascarade 7-22 november
- 1970 Brussel: laurérat de médaille de la ville 9 – 25 april
- 1971 Antwerpen: galerij Gebo 19 november – 10 december
- 1971 Mechelen: galerij Nova 18 december – 5 januari
- 1972 Antwerpen: expositie in eigen atelier Molenstraat 15 april
- 1974 Antwerpen: galerij A.S.L.K. 3 juni – 28 juni
- 1976 Dilbeek: salon de la sérigrafie 1 – 30 april
- 1976 Brasschaat: galerij London 3 – 20 oktober
- 1979 Neder-Over-Heembeek: C.C. 'Onder de Toren' 14 december - 18 januari
- 1995 Neder-Over-Heembeek: salon 40 jaar C.C. St.Niklaaskerk 13 januari – 5 februari

Frankrijk
- 1958 Parijs: Salon de l'Art Libre 13 – 28 december
- 1961 Parijs: Palais des Beaux-arts 16 december – 11 januari
- 1982 Le Grau du Roi: galerij Carrefour 2000 17 – 27 september
- 1983 Port Camargue: salon 'de la mer' 15 april -2 mei
- 1985 Le Grau du Roi: salon 'Intersaison' 25 augustus – 4 september
- 1986 Le Grau du Roi: 4° salon de la Méditerranée 10 – 21 juli
- 1987 Le Grau du Roi: salon C.L.A.'hommage à Régine Mortier' 10 – 26 april
- 1987 Le Grau du Roi: galerij Hôtel de Ville 'le monde de Antoon Mortier' 10- 20 juni
- 1987 Port Camargue: galerij Carrefour 2000 'reprospectieve Antoon Mortier' 20 juli – 2 augustus
- 1988 Sauveterre: salon d'automne 5 – 20 november
- 1989 Aigues Mortes: 'deux artistes se rencontrent' 3 – 16 april
- 1991 Port Camargue: 'Atelier sur le port' 9 – 10 augustus
- 1991 Aigues Mortes: 'l'art c'est la vie' 21 september – 2 oktober
- 1993 Beaucaire: 'Les Peintres du Midi' (C.L.A.) 18 november – 3 december
- 1994 Villeneuve lez Avignon: galerij Tour Philippe le Bel 23 – 29 september
- 1996 La Grande Motte: galerij Palais des Congres 1 – 29 juli
- 1997 Le Grau du Roi: salon 'Grand prix de la ville' 25 oktober 2 november
- 1998 Port Camargue: galerij Carrefour 2000 4 – 19 april
- 1998 Le Grau du Roi: Palais de la mer 24 oktober – 1 november
- 1998 Aigues Mortes: galerij St. Louis 18 – 24 december
- 1999 St.Laurent d'Aigouze: salle Vincent Scotto augustus
- 2001 Avignon: Art gallery 6 – 13 september

Italië
- 1967 Ancona: Italia prijs "Europa Arte" 10 april – 30 mei